# Nowosiółka (hromada Grzymałów)
Nowosiółka (hist. Nowosiółka Grzymałowska) – wieś na Ukrainie w rejonie czortkowskim należącym do obwodu tarnopolskiego.
Do 2020 w rejonie husiatyńskim.